# El Ternero
El Ternero fue una aldea que estuvo situada entre Cihuri y Sajazarra perteneciente al monasterio de Herrera. Actualmente es una finca, pedanía de la localidad de Miranda de Ebro, provincia de Burgos (España).
Se trata de un enclave burgalés de doscientos cincuenta hectáreas rodeado por la comunidad autónoma de La Rioja. En El Ternero se elabora el único vino burgalés con Denominación de Origen Rioja.
La bodega se encuentra ubicada en un edificio rehabilitado del siglo XVIII.
También hay una ermita cuya última restauración data de la desamortización de Mendizabal.

## Demografía

Mapa de la Rioja. Arriba a la izquierda se puede observar los dos "agujeros" debidos a los enclaves burgaleses de Sajuela y El Ternero.

En 2010 era uno de los diecinueve pueblos de la provincia de Burgos en los que solo vivía una persona mayor.
En 2016 no contaba con ningún habitante empadronado.

## Historia
Existen unas referencias primarias (contrastadas en el archivo municipal de Miranda de Ebro) de una donación patrimonial del rey Alfonso VI en el año 1077 al denominado "obispo" o señor de Sajazarra (Císter), que comprendían el terreno del actual monasterio de Santa María de Herrera y la granja Ternero. 
Las primeras referencias de Ternero datan de 1245, cuando el papa Inocencio IV redacta las pertenencias del Monasterio de Herrera.
Así se describe a El Ternero en el tomo XIV del Diccionario geográfico-estadístico-histórico de España y sus posesiones de Ultramar, obra impulsada por Pascual Madoz a mediados del siglo XIX:

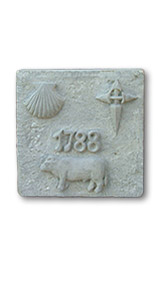
Escudo de Ternero

Granja en la provincia, audiencia territorial, capitanía general de Burgos (14 leguas), partido judicial y ayuntamiento de Miranda de Ebro (2), corresponde en los años nones a la diócesis de Burgos, y en los pares a la de Calahorra; perteneció antes al monasterio de bernardos de San Salvador de Herrera. Situada en terreno algo elevado, con buena ventilación y clima templado y sano; las enfermedades comunes son fiebres intermitentes. Tiene 5 casas, y una iglesia parroquial (Nuestra Señora de la Pera) servida por un cura párroco. El término confina N Castilseco y Galbarruli; E el monte de Sajazarra; S el pueblo del mismo nombre, y O Villaseca. El terreno es de secano, de mediana calidad; le fertiliza un arroyuelo que corre por él; le cruzan varias sendas que conducen a Miranda y a Haro. Producciones: cereales, legumbres, patatas y vino; cría ganado lanar, y caza menor. Población: 5 vecinos, 20 almas.
Diccionario geográfico-estadístico-histórico de España y sus posesiones de Ultramar